# 光合自營組織培養技術
光合自營組織培養技術（英語：photoautotrophic tissue culture），又稱為植物無糖組織培養技術，是一種突破性的植物組織培養技術，主要概念是去除植物培養基中的糖分，使植物僅倚賴光合作用自營生長，不僅能降低植物組織培養過程中的汙染風險，也能使植株更加健壯，進而增加馴化的成功率，更能減少植物組織培養過程中所需耗費的成本與人力資源，是未來組織培養發展的重點方向。:184

## 發展歷程
1987年，在植物組織培養環境的研究中發現，將植株從黑暗處移至光亮處時，其組織培養容器內的二氧化碳量會迅速降低。使得人們開始意識到在組織培養容器中的植物其實具有光合作用的能力，開啟對於組織培養植株光合自營的討論。1988年，馬鈴薯、草莓、康乃馨以及菸草等多種植物的無糖培養基配方與栽培成效開始陸續被報導。在此之後，光合自營組織培養就成為植物組織培養研究的新趨勢，直至2005年，接近50種的植物的無糖培養方法被開發出來。:150-151

## 特點
因為光合自營組織培養植株以自營方式生長，故較傳統以糖類為碳源的植株有更好的生長勢、植株更為健壯，因此也具有較高的馴化成功率、抗病害及生理障礙的能力。除此之外，由於染菌率較低，因此可用較大容量的栽培容器進行培養，增加每單位面積的生產量，並簡化整個組織培養的生產過程，以減少生產的成本。然而，由於二氧化碳成為此系統中唯一的碳源，因此在光度與二氧化碳濃度的調節上較為複雜，在系統的架設上有較高的難度。且由於光合自營組織培養技術主要是依賴植株之光合作用以產生能量，因此無法進行癒傷組織誘導、芽體培養及花藥培養等本身不會生長出葉片的組織培養技術。:152

## 近年發展與現況
目前，已經有數種植物使用光和自營組織培養系統進行商業生產，包含貫葉連翹、細莖石斛、羅漢果及。:154
同時，大規模光合自營組織培養系統也如火如荼的開發中，期盼能讓組織培養容器從直徑數公分的瓶子，擴大到數平方公尺大的空間。:155